# Psednotrichia
Psednotrichia är ett släkte av korgblommiga växter. Psednotrichia ingår i familjen korgblommiga växter.
Kladogram enligt Catalogue of Life:
| Psednotrichia | \| \| Psednotrichia newtonii \| \| \| \| \| \| Psednotrichia xyridopsis \| \| \| \| |
|               | \| \| Psednotrichia newtonii \| \| \| \| \| \| Psednotrichia xyridopsis \| \| \| \| |
|               | Psednotrichia newtonii                                                              |
|               |                                                                                     |
|               | Psednotrichia xyridopsis                                                            |
|               |                                                                                     |